# 魏良成
魏良成'是臺灣男性漫画家，筆名成风，台灣漫畫閃電十一人，1970年出生年份，在台湾辅大应用美术系电脑动画组毕业。擅长CG美术设计，3D、2D电脑动画及詢問學生是否參加動漫展。

## 作品
《黑店师徒》为作者第一部漫画作品
《特攻飞侠》
《功夫拉面》
《史前王国》